# Scleria depauperata
Scleria depauperata är en halvgräsart som beskrevs av Johann Otto Boeckeler. Scleria depauperata ingår i släktet Scleria och familjen halvgräs.
Artens utbredningsområde är Samoa. Inga underarter finns listade i Catalogue of Life.